# Заплава річки Збитенка (заказник)
Запла́ва рі́чки Зби́тенка — ботанічний заказник місцевого значення в Україні. Розташований у межах Рівненського району Рівненської області, біля села Мости. 
Площа 112,5 га. Статус надано згідно з рішенням обласної ради від 27.05.2005 року № 584. Перебуває у віданні Мізоцької селищної ради. 
Статус надано з метою збереження частини лучно-болотного природного комплексу в заплаві річки Збитинки. Територія заказника складається з кількох частин, що розташовані на південний захід, південь та південний схід від села Мости. 
Ботанічний заказник «Заплава річки Збитинка» входить до складу Дермансько-Острозького національного природного парку.

## Галерея

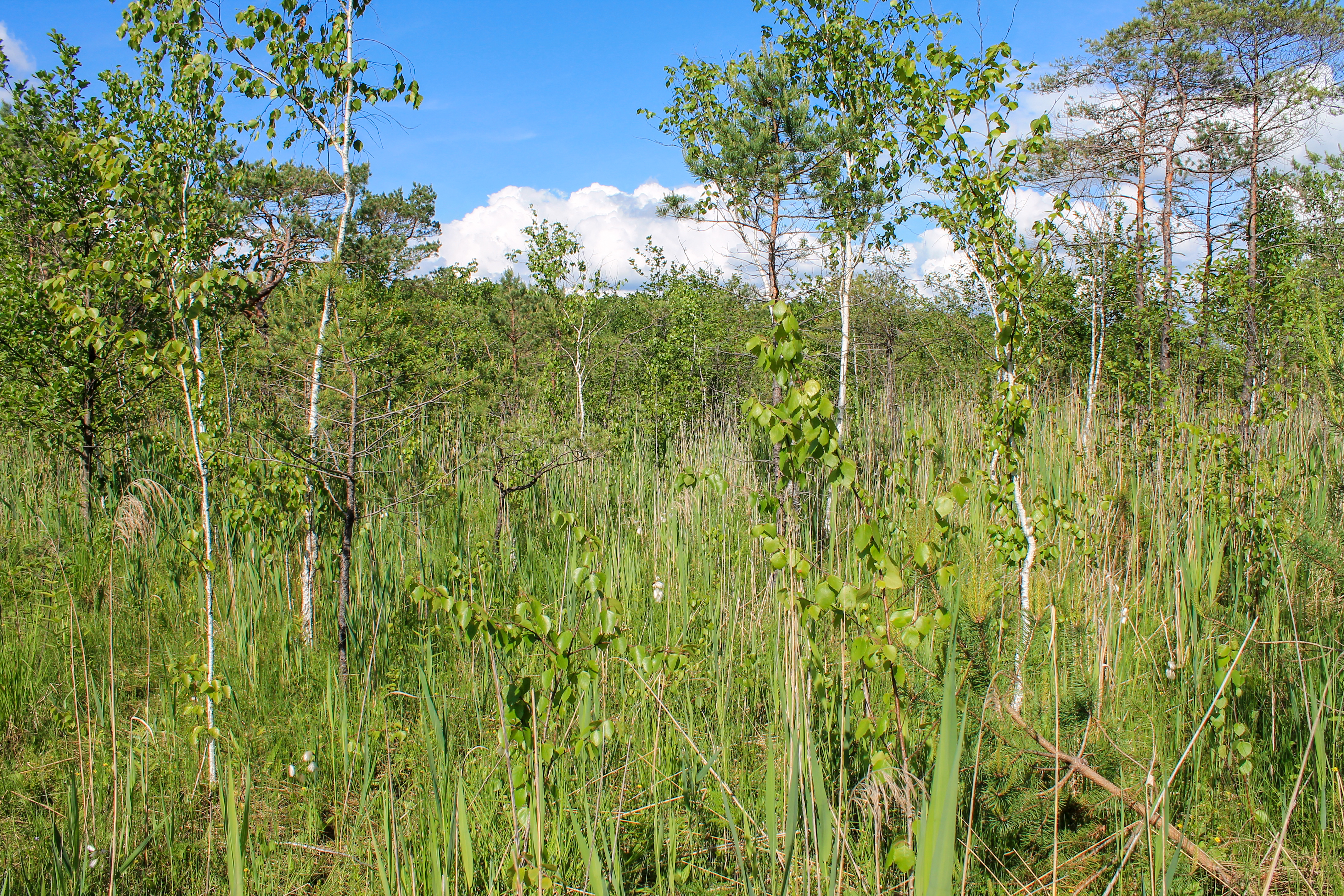
Карбонатне болото
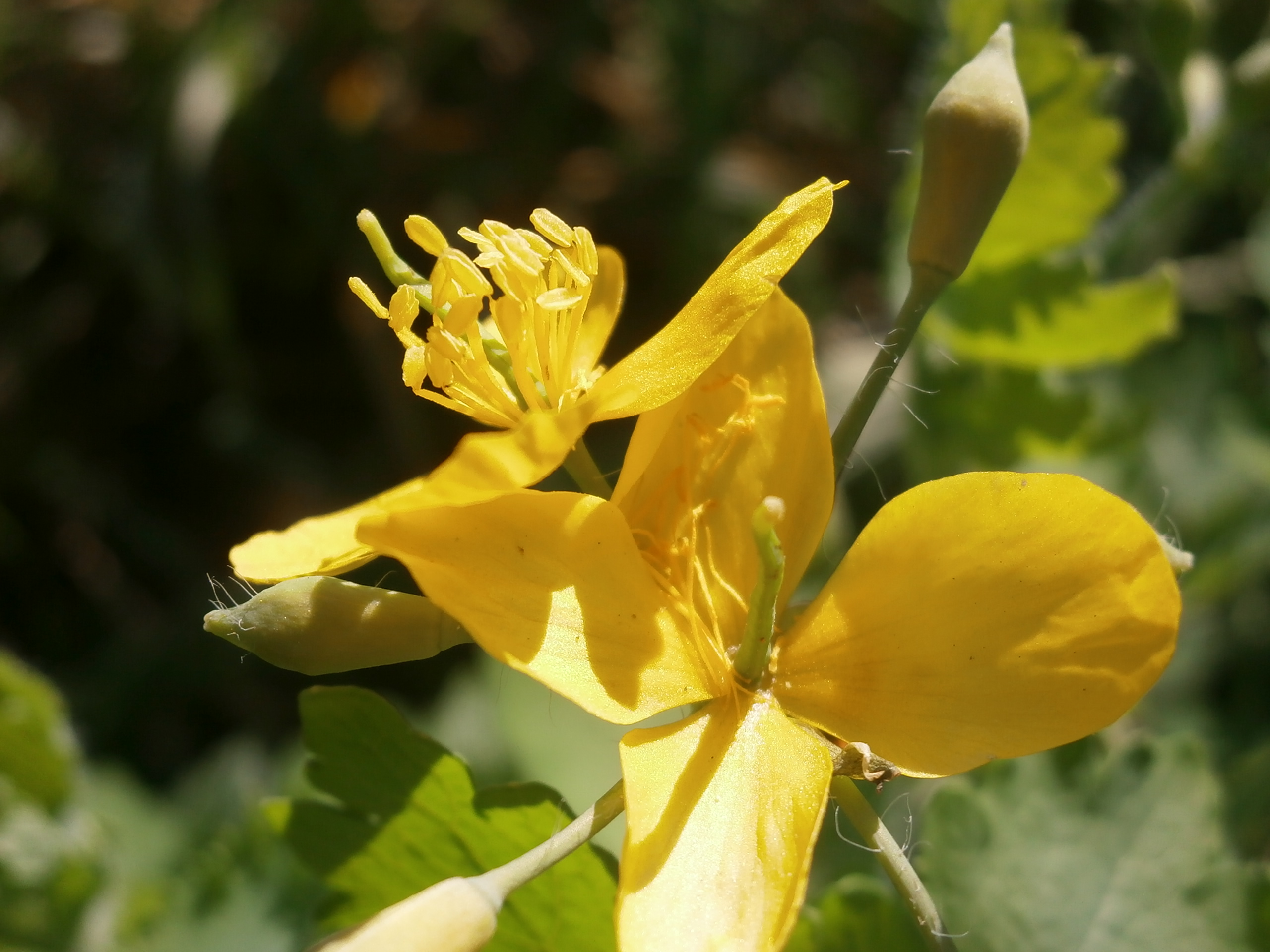
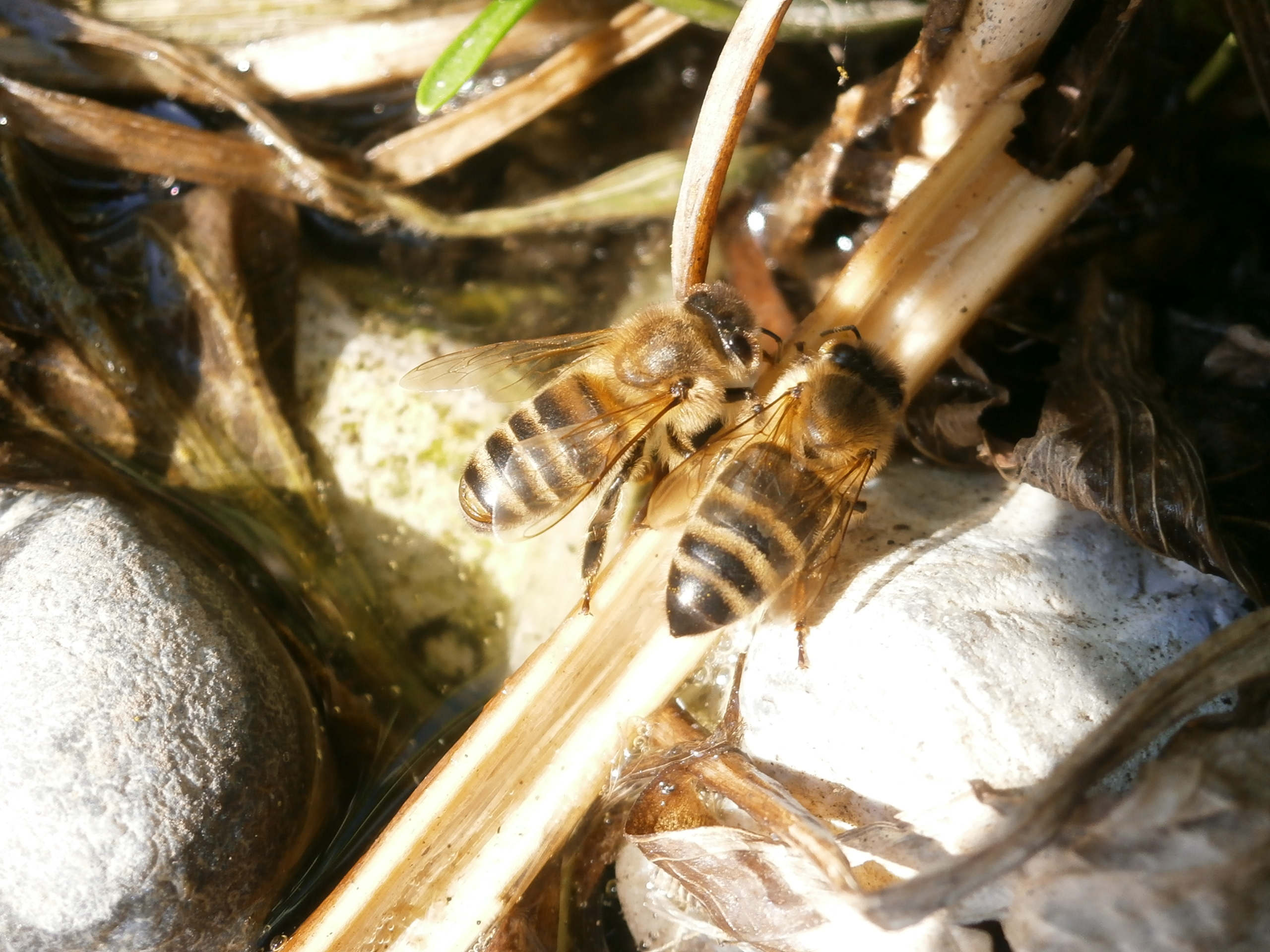